# Palmatiusstraße
Die Palmatiusstraße ist eine knapp 100 m lange Straße in Trier im Stadtteil Nord. Sie verbindet die Thebäerstraße mit der Alkuinstraße. Ihr Name leitet sich von dem ehemaligen Trierer Konsul Palmatius ab, welcher der Legende nach am 5. Oktober 286 wegen seines christlichen Glaubens hingerichtet wurde.
In ihrem Verlauf befinden sich insgesamt fünf Kulturdenkmäler, darunter die ehemalige Kurie und die ehemalige Dechantei von St. Paulin.